# Quasi-Park Narodowy Minami-Bōsō
Quasi-Park Narodowy Minami-Bōsō (jap. 南房総国定公園 Minami-Bōsō Kokutei Kōen) – quasi-park narodowy w regionie Kantō, na Honsiu (Honshū), w Japonii.
Park obejmuje pas przybrzeżnych terenów wokół południowej części półwyspu Bōsō, od przylądka Futtsu na Zatoce Tokijskiej do przylądka Taitō od strony Oceanu Spokojnego. 
Część parku, znajduje się na morzu w pobliżu miasta Katsu’ura, gdzie 7 czerwca 1974 został utworzony podwodny park morski. 
Położenie parku w pobliżu Tokio przyciąga wielu chętnych do uprawiania sportów wodnych, campingu i obserwowania kwiatów. Leży on w granicach prefektury Chiba i zajmuje powierzchnię 56,9 km². Obszar parku jest pod ochroną Międzynarodowej Unii Ochrony Przyrody, gdyż został oznaczony kategorią V, czyli jako park chroniący krajobraz.
Obszar ten został wyznaczony jako quasi-park narodowy 1 sierpnia 1958. Podobnie jak wszystkie quasi-parki narodowe w Japonii, jest zarządzany przez samorząd lokalny prefektury.